# Jim McElwain
James Frank "Jim" McElwain, né le 1er mars 1962 à Missoula dans le Montana aux États-Unis, est un entraîneur et ancien joueur de football américain.
Il est actuellement entraîneur principal des Gators de la Floride.
Auparavant, il fut de 2012 à 2014 entraîneur principal de l'équipe des Rams de Colorado State et fut désigné entraîneur de l'année en 2014 de la MWC. Il opéra également entre 2008 et 2011 comme coordinateur offensif du Crimson Tide de l'Alabama.

## Carrière de joueur (1980-1983)
James Frank McElwain joua à la Sentinel High School de Missoula dans le Montana où il fut choisi comme meilleur quaterback de l'État. Il poursuivit sa carrière de joueur comme quaterback chez les Eagles d'Eastern Washington de 1980 à 1983 dans la conférence Big Sky qui évolue en Division 1 FCS de la NCAA, où il a obtenu son diplôme d'enseignant.

## Carrière d'entraîneur

### Début de carrière (1985-2005)
Après avoir obtenu son graduat à Eastern Washington, il y reste comme assistant et est finalement engagé comme entraîneur des quaterbacks et des receveurs. Pendant son séjour, de 1985 à 1994, son équipe se qualifie à deux reprises pour les playoffs de la Division I-AA de la NCAA. Elle remporte le titre de champion de la Big Sky Conference en 1992 sous les ordres de l'entraîneur principal Dick Zornes.
Après Eastern Washington, McElwain devient coordinateur offensif de l'équipe de l'Université d'État du Montana. Il y réussi une belle carrière entre 1995 et 1999. En 1998, son attaque est désignée comme la plus performante de la Big Sky Conference au nombre de points inscrits, réalisant une moyenne de 31,6 points par match.
Son 1er travail comme entraîneur en Division I-A NCAA se déroule chez les Cardinals de Louisville où il dirige les receveurs et les équipes spéciales de 2000 à 2002. À Louisville, il instruit les receveurs Arnold Jackson, Deion Branch, Damien Dorsey et Zek Parker, tous quatre sélectionnés parmi les meilleurs de la Conference USA. Ses équipes spéciales établiront lors de la saison 200-2001 le record de 9 coups de pied bloqués. On lui offre alors la place d'entraîneur adjoint principal aux Spartans de Michigan State, y accompagnant son entraineur principal de Louisville, John L. Smith. Son coaching des receveurs et des équipes spéciales mena son équipe à disputer l'Alamo Bowl lors de la 1re saison.

### Oakland Raiders en NFL (2006)
La carrière d'entraîneur en NFL de Jim McElwain fut brève. Après ses succès aux Spartans de Michigan State, il lui est proposé de devenir l'entraîneur des quarterback des Raiders d'Oakland. Il n'y restera qu'un an. L'équipe termine la saison avec un bilan de seulement 2 victoires pour 14 défaites. Après la fin de saison, l'entraîneur principal Art Shell est remercié, comme la plupart des membres de son staff en ce y compris McElwain.

### Fresno State en NCAA (2007)
En 2007, McElwain accepte de devenir coordinateur offensif de l'équipe des Bulldogs de Fresno State de l'Université d'État de Californie. Il y construit une attaque puissante grimpant d'une part au 38e rang national de NCAA, avec une moyenne de 419,5 yards gagnés par match et d'autre part au 32e rang au nombre de points inscrits par match (32,9 points). En fin de saison, son équipe affiche un bilan de 9 victoires pour 4 défaites incluant la victoire au Humanitarian Bowl contre Georgia Tech.

### Alabama en NCAA (2008-2011)
Le 1er février 2008, McElwain accepte l'offre de Nick Saban de devenir son coordinateur offensif à l'Université de l'Alabama. Lors de sa 1re saison en fonction à Alabama, le Crimson Tide termine la saison régulière avec 12 victoires en autant de matchs mais perd ensuite la finale de conférence SEC contre Florida et le Sugar Bowl 2009 contre Utah.
En 2009, son attaque conduit le Crimson Tide à une nouvelle fiche de 12 victoires en saison régulière. L'équipe bat l'équipe considérée comme no 1 en NCAA, les Gators de la Floride lors de la finale de conférence SEC. Son attaque réussit lors de ce match à gagner 490 yards contre la meilleure défense de NCAA soit plus du double de la moyenne de yards concédés par les Gators lors de la saison régulière.
L'attaque à la course de McElwain (251 yards) écrase celle des Gators (88 yards dont 63 par le seul QB Tim Tebow gagnant du Trophée Heisman 2007). L'attaque marque 32 points et conserve la possession de balle 39 minutes et 37 secondes, pratiquement le double (20 minutes et 23 seconds) des Gators. Qualifiés pour le BCS National Championship Game 2010 (la finale  nationale), ils y battent les Longhorns du Texas, 37 à 21.
La saison régulière 2011 se termine sur un bilan de 12 victoires pour 1 défaite et gagnent à nouveau la finale nationale (le BCS National Championship Game 2012) 21 à rien contre les Tigers de LSU.

### Colorado State en NCAA (2012-2014)
Le 12 décembre 2011, diverses sources révèlent que McElwain aurait accepté le poste d'entraîneur principal des Rams de Colorado State,,. Une conférence de presse tenue le 13 décembre 2011 à l'Université d'État du Colorado confirme le transfert,,.
L'ère McElwain (surnommé par le département des sports de l'université "A Bold New Era") commence sur une très bonne note : le 1er septembre, à Denver dans le Sports Authority Field, battent les grands rivaux de Colorado 22 à 17 alors qu'ils avaient à un moment 11 points de retard. Il fut ainsi le 1er entraîneur principal de CSU à gagner son matsh d'intronisation depuis Jerry Wampfler en 1970 et le 1er à gagner son premier match contre les rivaux de Colorado. Le momentum ne dura pas longtemps puisque la semaine suivante, à domicile, l'équipe perd 22 à 9 contre les Bisons de North Dakota State, dernière équipe championne de FCS (Div. I-AA NCAA). C'est le début d'une série de 6 défaites. L'équipe s'améliore en fin de saison gagnant 3 de ses 5 derniers matchs. La première saison de McElwain se termine avec un bilan de 4 victoires pour 8 défaites sans bowl d'après saison.
La seconde saison de McElwain est meilleure. Même si l'équipe perd ses 2 premiers matchs (alors qu'ils menaient dans le 4e quart-temps lors des 2 matchs), les Rams finissent par gagner 8 de leurs 12 derniers matchs. Avec un bilan de 8 victoires pour 6 défaites, ils sont invités à jouer le New Mexico Bowl 2013 qu'ils remportent 48 à 45 après un incroyable comeback contre les Cougars de Washington State.
Sa 3e saison est encore meilleure. Malgré une défaite en 2e semaine contre Boise State, les Rams gagnent les 9 matchs suivants, grimpant 21e dans les divers classements de la NCAA. L'équipe est même citée comme participant possible à un bowl de la nouvelle année. Ces espoirs s'évanouissent lorsqu'ils perdent le dernier match de saison régulière contre les Falcons de l'Air Force qui remportent le match sur un field goal réussit dans les derniers instants du match. Le bilan de saison est de 10 victoires pour 2 défaites.
Malgré cette défaite, l'attaque des Rams fut reconnue comme très puissante tout au long de la saison. En effet, l'attaque enregistre une moyenne de 498 yards gagnés par match (13e place en NCAA), son quarterback (Garret Grayson) est considéré comme le 2e plus efficace de la NCAA et son receveur Rashard Higgins comme un des meilleurs avec ses 149,1 yards gagnés par match et ses 17 touchdown. Sous McElwain, les Rams seront une des 2 équipes (des conférences dites du ''Group of 5'' ou conférences de moindre force) à battre lors de la saison 2014, 2 équipes faisant partie des 5 meilleurs conférences de la NCAA (ils battent en effet Colorado et Boston College)
Ayant transfiguré son équipe, McElwain est désigné le 2 décembre 2014 comme entraîneur de l'année de la Mountain West Conference.

### Florida en NCAA (2015-présent)
Le 4 décembre 2014, ESPN.com annonce que McElwain a accepté de devenir entraîneur principal des Gators de la Floride. De ce fait, il ne dirige pas les Rams de Colorado State lors du New Mexico Bowl 2014.

## Infos personnelles
Jim McElwain est marié à Karen McElwain. Ils ont eu deux filles Johanna et Elizabeth et un fils Jerrett.

## Statistiques comme entraîneur principal
| Années                                                        | Équipes                                               | Stat. Globales                                        | Stat. Conférence                                      | Classement                                            | Bowl/PlayOffs                                         | # Coache's                                            | # AP                                                  | # CFP                                                 |
| ------------------------------------------------------------- | ----------------------------------------------------- | ----------------------------------------------------- | ----------------------------------------------------- | ----------------------------------------------------- | ----------------------------------------------------- | ----------------------------------------------------- | ----------------------------------------------------- | ----------------------------------------------------- |
| Rams de Colorado State (Mountain West Conference) (2012–2014) |                                                       |                                                       |                                                       |                                                       |                                                       |                                                       |                                                       |                                                       |
| 2012                                                          | Colorado State                                        | 4-8                                                   | 3-5                                                   | EA-6e                                                 | -                                                     | -                                                     | -                                                     | -                                                     |
| 2013                                                          | Colorado State                                        | 8-6                                                   | 5-3                                                   | 3e MWC                                                | G New Mexico 2013                                     | -                                                     | -                                                     | -                                                     |
| 2014                                                          | Colorado State                                        | 10-2                                                  | 6-2                                                   | EA-2e MWC                                             | P Las Vegas Bowl 2014*                                | -                                                     | -                                                     | -                                                     |
| Total Colorado State                                          | Total Colorado State                                  | 22-16                                                 | 14-10                                                 |                                                       |                                                       |                                                       |                                                       |                                                       |
| Gators de la Floride (SEC) (2015–présent)                     |                                                       |                                                       |                                                       |                                                       |                                                       |                                                       |                                                       |                                                       |
| 2015                                                          | Florida                                               | ?-?                                                   | ?-?                                                   | ?e Division Est                                       | ?                                                     | ?                                                     | ?                                                     | ?                                                     |
| Total Florida                                                 | Total Florida                                         | ?-?                                                   | ?-?                                                   |                                                       |                                                       |                                                       |                                                       |                                                       |
| Total Carrière NCAA                                           | Total Carrière NCAA                                   | 22-16                                                 |                                                       |                                                       |                                                       |                                                       |                                                       |                                                       |
| Légende                                                       | EA signifie Ex-Aequo * signifie Ne dirige pas le bowl | EA signifie Ex-Aequo * signifie Ne dirige pas le bowl | EA signifie Ex-Aequo * signifie Ne dirige pas le bowl | EA signifie Ex-Aequo * signifie Ne dirige pas le bowl | EA signifie Ex-Aequo * signifie Ne dirige pas le bowl | EA signifie Ex-Aequo * signifie Ne dirige pas le bowl | EA signifie Ex-Aequo * signifie Ne dirige pas le bowl | EA signifie Ex-Aequo * signifie Ne dirige pas le bowl |
| Gagne le titre de Division de sa Conférence                   |                                                       |                                                       |                                                       |                                                       |                                                       |                                                       |                                                       |                                                       |
| Gagne le titre de Conférence                                  |                                                       |                                                       |                                                       |                                                       |                                                       |                                                       |                                                       |                                                       |
| Gagne la finale nationale (BCS ou CFP)                        |                                                       |                                                       |                                                       |                                                       |                                                       |                                                       |                                                       |                                                       |